# Pervitin
Pervitin je bio tržišni naziv za sintetičku drogu metamfetamin koju je zbog svojih stimulativnih učinaka tijekom Drugog svjetskog rata koristio Wermacht. Masovno je korišten tijekom napada na Poljsku i Francusku 1939. i 1940. godine. 
Pod nadimcima "tenkovska čokolada" (njem. Panzerschokolade), "štuka tablete" (njem. Stuka Tabletten), "pilule Hermanna Göringa" (njem. Hermann Göring Pillen) služile su za ublažavanje osjećaja straha, povećanje sposobnosti koncentracije vojnika kao i za povećanje samopoštovanja.  Prilikom bitke za Staljingrad vojnici Wermachta koristili su velike količine pervitina kao nadoknadu za osjećaj hladnoće, straha i iscrpljenosti.  